# Zarodnikowanie
Zarodnikowanie (sporogeneza) – proces wytwarzania zarodników przez organizmy żywe. Występuje u protistów, roślin i grzybów. Wyróżnia się dwa rodzaje sporogenezy:
- bezpłciowe wytwarzanie zarodników przez podział mitotyczny. Tak powstałe zarodniki to mitospory;
- płciowe wytwarzanie zarodników przez mejozę. Tak powstałe zarodniki to mejospory[1].

W zależności od rodzaju wytwarzanych zarodników wyróżnia się różne formy zarodnikowania. Np. u grzybów są to:
- konidiogeneza – wytwarzanie konidiów
- askogeneza – wytwarzanie askospor (zarodników workowych)
- bazydiogeneza – wytwarzanie bazydiospor (zarodników podstawkowych).

Od sporogenezy należy odróżnić sporulację, czyli proces wytwarzania przetrwalników (spor) zachodzący gdy organizm znajdzie się w niesprzyjających warunkach środowiska. Niektórzy mykolodzy jednak zarodnikowanie utożsamiają ze sporulacją.